# Oxyopes aspirasi
Oxyopes aspirasi är en spindelart som beskrevs av Alberto Barrion och James A. Litsinger 1995. Oxyopes aspirasi ingår i släktet Oxyopes och familjen lospindlar.
Artens utbredningsområde är Filippinerna. Inga underarter finns listade i Catalogue of Life.